# Messie Kubila
Messie Christopher Kubila, né le 19 février 1997, est un pratiquant de muay-thaï français.

## Biographie
Messie Kubila est médaillé de bronze dans la catégorie des moins de 71 kg aux Jeux européens de 2023.